# 경상중학교
경상중학교(慶尙中學校)는 대한민국 대구광역시 남구 대명동에 있는 공립 중학교이다.

## 학교 연혁
- 1951년 8월 20일 : 대구 제삼중학교로 설립
- 1951년 9월 20일 : 초대 이유석 교장 취임
- 1954년 3월 3일 : 제1회 졸업식 거행, 387명 졸업
- 1955년 11월 10일 : 교명 경상중학교로 변경 인가
- 1983년 5월 9일 : 교사개축, 61개 교실 준공
- 1983년 12월 12일 : 웅비관(체육관) 준공(3,290.72m2)
- 1999년 3월 1일 : 3개교 통합(경상중, 남도여중, 경복여중) 및 남여공학 전환
- 2002년 2월 26일 : 경승관 준공(야구 편의 시설)
- 2009년 3월 20일 : 도서관 개관식
- 2013년 8월 26일 : 인조잔디 다목적 운동장 설치 완공
- 2021년 9월 1일 : 제25대 김원식 교장 취임
- 2022년 2월 11일 : 제69회 졸업식(남 63명, 여 43명 계 106명, 누계 36,543명)
- 2022년 3월 2일 : 제72회 입학허가(남 80명, 여 41명 계 121명 입학)

## 참고 자료
- 경상중학교 - 한국교육학술정보원 학교알리미